# غدا تشرق الشمس
غداً تشرق الشمس أو العوالم المدفونة (حسب التسمية الأصلية للمسلسل بالفرنسية: Les mondes engloutis) هو مسلسل رسوم متحركة فرنسي، عرض لأول مرة في 17 سبتمبر 1985، على قناة آنتين 2 الفرنسية واستمر عرضه حتى 26 مارس 1987.
المسلسل من تأليف الفرنسية نينا وولمارك، التي كتبت سيناريوهات وحوارات أغلبية الحلقات، أما الرسوم والتصميم الفني للشخصيات فكانت بريشة الرسام الفرنسي باتريك كلايس.
تمت دبلجة المسلسل للغة العربية تحت عنوان غدا تشرق الشمس. إضافة إلى العنوان الذي اختير للدبلجة العربية، تم تغيير العنوان الأصلي الفرنسي إلى تسميات أخرى خصوصا على مستوى الدبلجتين الإسبانية والإنجليزية اللتين عنونتا المسلسل ب «سبارتاكوس والشمس التي توجد في أعماق البحر».

## عقدة المسلسل
في عالم يوجد في باطن الأرض، قريبا من مركز الكوكب، توجد مدينة إسمها أركاديا تنيرها شمس اصطناعية إسمها شاغما. تصاب الشاغما باضطراب مجهول المصدر يهدد بانفجار الجرم الاصطناعي وتدمير مدينة أركاديا. لإنقاذ مدينتهم، يقوم أطفال مدينة أركاديا، بمساعدة شاغ شاغ (سفينة قديمة عاقلة مزودة بقدرات خارقة) بولوج المتحف المحرم والاطلاع على الأرشيف السري، فيكتشفون بأن أجدادهم كانوا يعيشون على سطح الأرض قبل أن تحدث كارثة عظمى خسفت حضارتهم لتدفنهم في أعماق الأرض.
يقوم أطفال أركاديا بتشكيل أركانة، مخلوقة شبه بشرية، ويقومون بإرسالها رفقة شاغ شاغ، إضافة لمخلوقين آخرين، بيك وباك، لطلب العون من سكان سطح الكوكب. بمجرد اقترابهم من سطح الأرض ينضم إلى فريق أركانة طفلان من بشر السطح، بوب وأخته الصغرى ريبيكا (والذين رمتهما مغامرة استكشافية لإحدى المغارات إلى السقوط في نهر باطني)، إضافة إلى سبارتاكوس، الرحالة المغامر الذي يعيش في العالم السفلي.
يتشكل بذلك فريق مغامر يسافر بين طبقات الأرض للبحث عن وسيلة لإنقاذ الشاغما ومدينة أركاديا: تشمل مغامرات الفريق اكتشافات ولقاءات مع شخصيات تاريخية أو متخيلة وصراعا دائما مع قراصنة وقطاع طرق باطن الأرض.

## شخصيات المسلسل
- أركانة (Arkana): مخلوقة شبه بشرية خلقها أطفال أركاديا وفق شكل شبيه بسكان «العالم العلوي». رغم أنها تمتلك قدرات سحرية خارقة وروحا طيبة إلا أنها تتميز بالسذاجة والبراءة الطفولية. مهمتها الرئيسية هي طلب النجدة من سكان السطح لإنقاذ أركاديا.
- سبارتاكوس (Spartakus): رحالة مغامر يتنقل بين طبقات الأرض بمفرده. تم اختطافه عندما كان طفلا من عائلته من طرف عصابة من تجار الرقيق في «باركار» والذين استغلوه كمحارب غلادياتر لسنوات قبل أن ينجح سبارتاكوس في الانعتاق من أسره ويهرب ليعيش مغامرا متخفيا بين طبقات الأرض. سبارتاكوس يملك سوارا خارقا من الأوريكالكوم، ورثه عن والده، مزود بحبل تسلق وقوس مستعرض.

## روابط خارجية
- غدا تشرق الشمس على موقع IMDb (الإنجليزية)
- غدا تشرق الشمس على موقع كينوبويسك (الروسية)
- غدا تشرق الشمس على موقع ألو سيني (الفرنسية)
- غدا تشرق الشمس على موقع قاعدة بيانات الفيلم (الإنجليزية)
- Spartakus and the Sun Beneath the Sea في قاعدة بيانات الرسوم المتحركة الكبيرة
- Spartakus and the Sun Beneath the Sea Opening Theme (Full Version) على يوتيوب
- The Lost Archives of Arkadia